# Brian Stepanek
Brian Stepanek (n. 6 februarie 1971) este un actor american, cunoscut pentru rolul Arwin Hawkhauser din serialul Disney, The Suite Life of Zack & Cody.

## Cariera de actor
Pe lângă rolul Arwin Hawkhauser el a mai interpretat rolurile Arwin și Milos în episoadul It's All Greek to Me din serialul The Suite Life of Zack & Cody. A mai apărut în: CSI: Miami, în filmul Insula, Transformers (agent), The West Wing, The Drew Carey Show, Murder By Numbers, NYPD Blue, JAG, The Secret Saturdays (ca Agent Epsilon).